# 王茂材

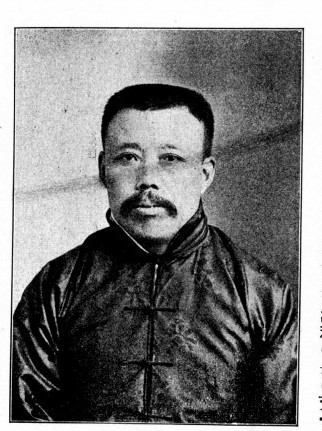
《民国之精华》中的王茂材照片

王茂材（1871年？—？）字幼山，江蘇省沛縣人，中華民國政治人物。

## 生平
王茂材早年專心舊學，刻苦讀書，喜作詩文。後來，隨著維新思想的傳播，王茂材遂放棄舊學，改學新學。不久，入寧屬師範學校學習。畢業後，由兩江總督咨送日本，入法政大學第五班政治部。畢業後，入法政大學法律專門部第二年級。旋以中國辛亥革命發生而歸國。
回國後，王茂材出任江北都督府秘書，兼江北民政司總務科科長，充江北財政公所蕩灘科科長。民國二年（1913年），當選為中華民國第一屆國會眾議院議員。國會解散後，王茂材返回家鄉。袁世凱稱帝後，王茂材乃來到上海，與同志共圖倒袁，運動福建省及江北獨立。業已成熟，便傳來袁世凱逝世的消息。1916年國會復會後，王茂材回到北京，繼續擔任眾議院議員。

## 著作
光绪34年（1908年），沛县学者李昭轩向沛县知县李砚丰提议续修侯绍瀛纂修的《沛县志》（光绪16年刻本），获李砚丰赞同，当即募款千缗，任命朱矩臣为志局局长，王幼山为总纂，且从儒学训导顾敦彝（字啸谷）处寻得侯绍瀛纂修的《沛县志》原稿，抄录一部。但此事刚刚开始，李砚丰调离，续修受阻。宣统2年（1910年）议修《江苏省志》，韩绍起来到沛县征访，携顾敦彝所藏的原稿离去。中华民国初年，政治形势纷乱，战争频发，王幼山所藏的抄本不翼而飞，江苏省通志局所藏原稿也不明去向。